# Psophodidae
Psophodidae — родина горобцеподібних птахів. Містить 6 видів.

## Таксономія
Традиційно представників Psophodidae (роди Androphobus та Psophodes) разом з родами Cinclosoma, Ptilorrhoa, Ifrita, Eupetes та Melampitta об'єднували у родині флейтистових (Eupetidae). Дослідження 2007 та 2009 років показали, що роди Androphobus, Psophodes, Cinclosoma, Ptilorrhoa не є близькі з родом Eupetes, тому їх виокремили спершу в родину Cinclosomatidae, але майже відразу Androphobus та Psophodes виділили до родини Psophodidae. Деякі автори все ж зближують ці чотири роди в одній родині, тоді пріоретитною має бути назва Psophodidae.

## Поширення
Psophodidae поширені в Австралії та на заході Нової Гвінеї. Трапляються в різноманітних середовищах: від тропічних лісів до посушливого бушу.

## Опис
Птахи завдовжки 19–31 см. Забарвлення оливково-зелене або коричневе. На голові мають гребінь.

## Спосіб життя
Наземні птахи, літають неохоче, воліють бігати. Живляться комахами та іншими дрібними безхребетними, на який полюють на землі. Зрідка можуть поїдати насіння. Гніздо у формі чашки будують серед чагарників або на землі. Відкладають два-три яйця.

## Класифікація
- Рід Зелений флейтист[4] (Androphobus)
  - Флейтист зелений[4] (Androphobus viridis)
- Рід Батіжник[4] (Psophodes)
  - Батіжник світлочубий[4] (Psophodes cristatus)
  - Psophodes leucogaster
  - Батіжник вусатий[4] (Psophodes nigrogularis)
  - Батіжник західний[4] (Psophodes occidentalis)
  - Батіжник чорночубий[4] (Psophodes olivaceus)